# USS Buck (DD-420)
Pour les autres navires du même nom, voir USS Buck.
L'USS Buck (DD-420) était un destroyer de classe Sims en service dans l'US Navy pendant la Seconde Guerre mondiale. Il fut le deuxième navire baptisé sous le nom de James Buck (en), un quartier-maître ayant reçu la Medal of Honor durant la guerre de Sécession.
Construit au chantier Philadelphia Naval Shipyard à Philadelphie, en Pennsylvanie, il est lancé le 22 mai 1939, parrainé par Mme Jules C. Townsend, épouse de l'Amiral Julius Curtis Townsend (en); et mis en service le 15 mai 1940 sous le Lieutenant commander Horace C. Robison.

## Historique
Après sa formation, le Buck rejoint l'United States Fleet Forces Command pendant une brève période avant de rejoindre l'United States Pacific Fleet de février à juin 1941. Le 1er juillet, après avoir rejoint la Task Force 19, il fait route vers Terre-Neuve, où il rejoint un convoi transportant la 1re Provisional Marine Brigade pour Reykjavík, en Islande. Après le débarquement des Marines le 7 juillet, le destroyer débute des opérations d'escorte de convois entre l'Islande et les États-Unis.
À l'entrée en guerre des États-Unis, le Buck escorte des convois à partir des ports maritimes de l'est des États-Unis vers les ports de Terre-Neuve à destination de l'Islande, de l'Irlande du Nord, de l'Afrique du Nord et des Caraïbes. Le 22 août 1942, alors qu'il escortait un convoi dans un épais brouillard, le Buck entre en collision avec le transport de troupes Awatea. Sept marins ont été tués dans la collision. Le destroyer rejoint Boston le 26 août pour des réparations qui dureront jusqu'en novembre. À la fin des travaux, le Buck escorte de nouveau des convois dans l'Atlantique jusqu'à l'hiver, lorsqu'il rejoint les eaux européennes en juin 1943 puis la Méditerranée, patrouillant au large des ports tunisiens et algériens.
Affecté à la Western Naval Task Force (en) en juillet, Buck effectue des bombardements et des patrouilles lors de l'opération Husky le 10 juillet 1943. Le même jour, il escorte un convoi de débarquement de Landing Craft Tank sur une plage de la Sicile. Le 3 août, alors qu'il escortait un convoi de six navires de la Sicile à l'Algérie, le Buck localise le sous-marin italien de la classe Platino Argento en patrouille de reconnaissance au large de la côte sicilienne. Il largue trois grenades anti-sous-marine faisant remonter le sous-marin. Après plusieurs coups de feu de la part du destroyer, les Italiens abandonnent le sous-marin qui coule à la position géographique 36° 52′ N, 12° 08′ E. Le Buck sauve 45 des 49 sous-mariniers.
Après avoir escorté un convoi aux États-Unis, le destroyer retourne en Méditerranée fin septembre 1943 appuyer l'opération Avalanche. Parallèlement au débarquement, il patrouille au large de la côte afin de protéger la livraison des renforts et des approvisionnements pour le sud de l'Italie. Alors en patrouille au large de Salerne, le 9 octobre juste après minuit, le Buck est pris en embuscade par le U-boot allemand U-616 commandé par Siegfried Koitschka. Le destroyer est touché par une ou deux torpilles à tribord à l'avant, provoquant une rapide voie d'eau. Le navire coule en quatre minutes. Repéré par un avion le lendemain matin, 97 survivants sont secourus par le destroyer USS Gleaves et le LCT-170 le soir suivant.

### Convois escortés
| Convoi | Groupe d'escorte | Date                        | Notes                                                               |
| ------ | ---------------- | --------------------------- | ------------------------------------------------------------------- |
|        | Task Force 19    | 1er-7 juillet 1941          | Invasion de l'Islande, avant l'entrée en guerre des États-Unis      |
| HX 158 |                  | 5-13 novembre 1941          | De Terre-Neuve à l'Islande, avant l'entrée en guerre des États-Unis |
| ON 37  |                  | 22-30 novembre 1941         | De l'Islande à Terre-Neuve, avant l'entrée en guerre des États-Unis |
| HX 165 |                  | 17-24 décembre 1941         | De Terre-Neuve à Islande                                            |
| ON 51  |                  | 2-11 janvier 1942           | De l'Islande à Terre-Neuve                                          |
| HX 172 |                  | 28 janvier - 4 février 1942 | De Terre-Neuve à Islande                                            |
| ON 65  |                  | 12-19 février 1942          | De l'Islande à terre-Neuve                                          |
| HX 179 | Groupe A5 MOEF   | 13-22 mars 1942             | De Terre-Neuve à l'Irlande du Nord                                  |
| ON 81  | Groupe A5 MOEF   | 30 mars - 9 avril 1942      | De l'Irlande du Nord à Terre-Neuve                                  |
| AT 17  |                  | 1er-12 juillet 1942         | Transport de troupes de New York à l'estuaire de la Clyde           |

## Récompenses
Le Buck a reçu trois Battle star pour son service pendant la Seconde Guerre mondiale.